# Bosc Nacional Boise

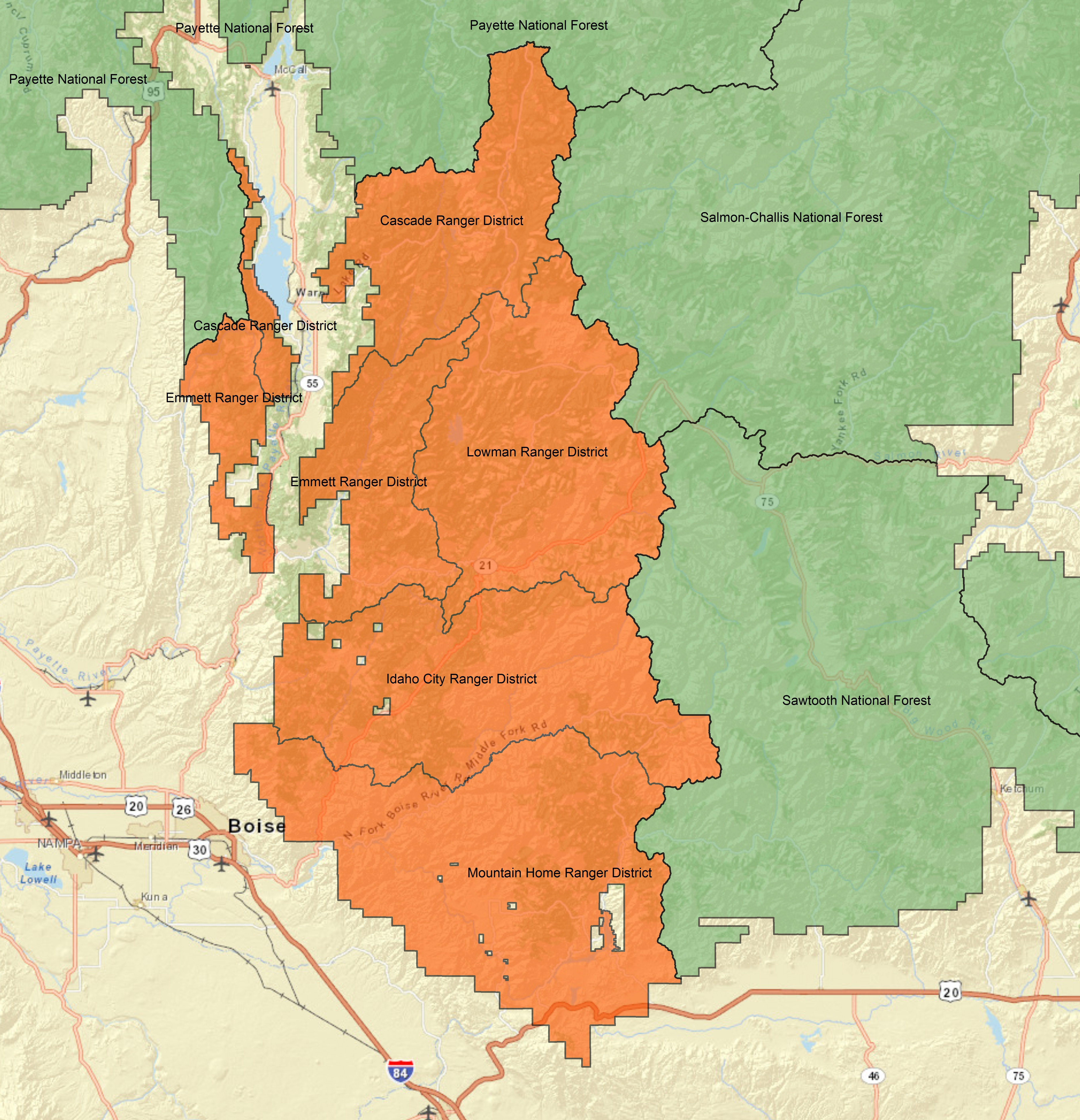
Un mapa dels districtes de guardaboscos

El Bosc Nacional Boise (Boise National Forest) és una àrea protegida a l'estat d'Idaho gestionat pel Servei Forestal dels Estats Units. Està compost per parts de les conques del riu Boise, el riu Payette, i les bifurcacions sud i central del riu Salmon, l'anomenat "riu sense retorn" (River of No Return). Hi ha més de 12.200 quilòmetres de rierols i altres corrents d'aigua, i més de 250 llacs i embassaments localitzats dins del bosc.
La seu del bosc (supervisor's office) se situa a Boise. Hi ha districtes de guardaboscos (ranger districts) localitzats a Cascade, Lowman, Emmett, Mountain Home i Idaho City.